# Iglesia (métro de Madrid)
Pour les articles homonymes, voir Iglesia.
Iglesia (en espagnol : estación de Iglesia), est une station de la ligne 1 du métro de Madrid. Elle est située sous la glorieta du Peintre Sorolla, à l'intersection des rues Santa Engracia, Eloy Gonzalo et Général Martínez Campos, en limite des quartiers de Trafalgar et Almagro, du district de Chamberí, à Madrid en Espagne.

## Situation sur le réseau

Plan du réseau.

Établie en souterrain, Iglesia est une station de passage de la ligne 1 du métro de Madrid. Elle est située entre la station Ríos Rosas, en direction du terminus Pinar de Chamartín, et la station Bilbao, en direction du terminus Valdecarros,.
Elle dispose des deux voies de la ligne encadrées par deux quais latéraux.

## Histoire
La station est mise en service le 17 octobre 1919 par la Compañía Metropolitana Alfonso XIII, lorsqu'elle ouvre la première ligne de métro de la capitale espagnole, dénommée línea Norte-Sur, entre Sol et Cuatro Caminos. Elle est nommée en référence à l'ancien nom de la glorieta du Peintre Sorolla, appelée autrefois plaza de la Iglesia (place de l'Église).
Elle est rénovée au cours des années 2005 et 2006.

## Services aux voyageurs

### Accès et accueil
La station dispose de cinq bouches d'accès équipés d'escaliers, ainsi que deux accès direct par ascenseurs depuis l'extérieur, c'est une station accessible aux personnes à la mobilité réduite. Située en zone A, elle est ouverte de 6h00 à 1h30.

### Desserte
Iglesia est desservie par les rames de la ligne 1 du métro de Madrid.

Installations et desserte
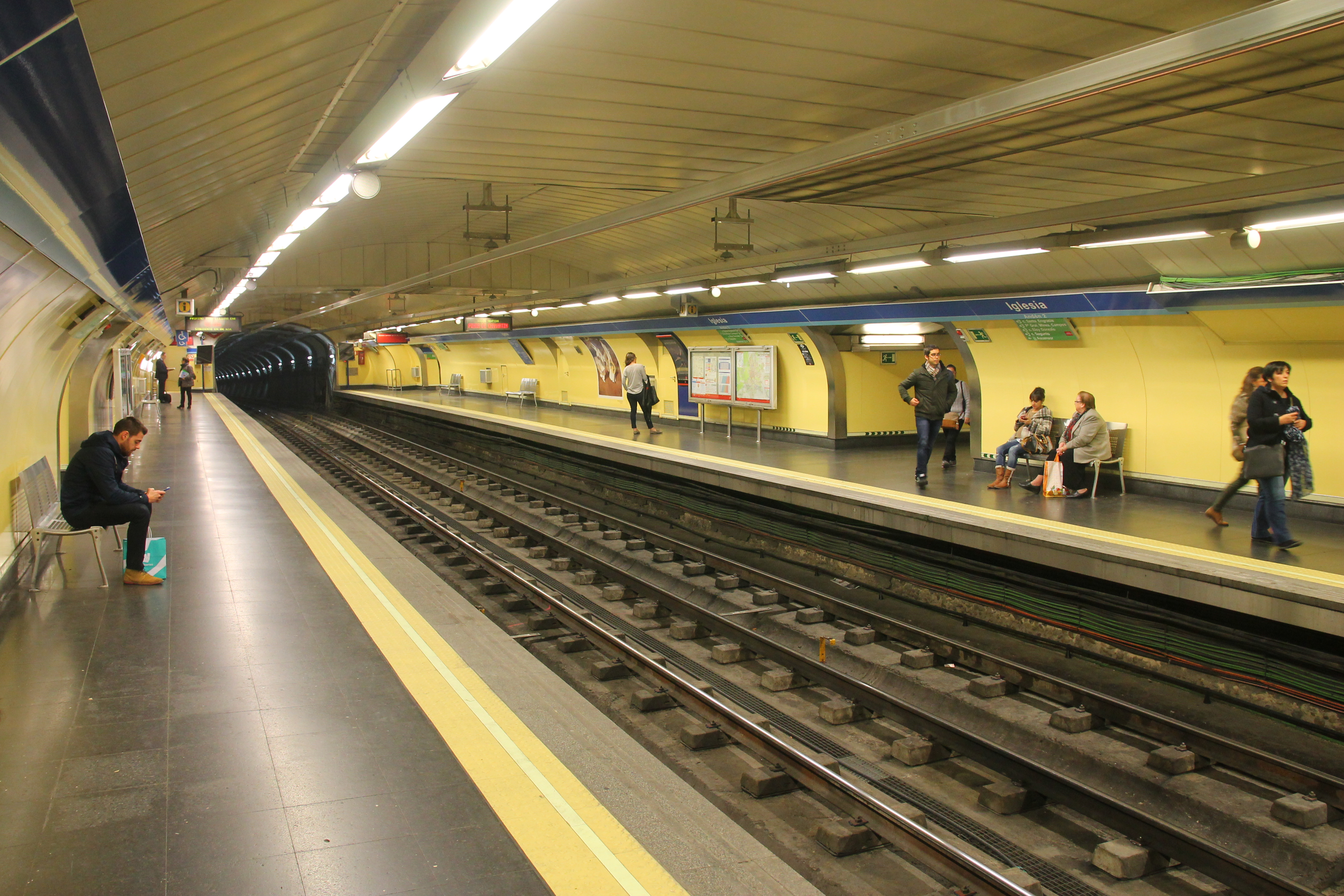
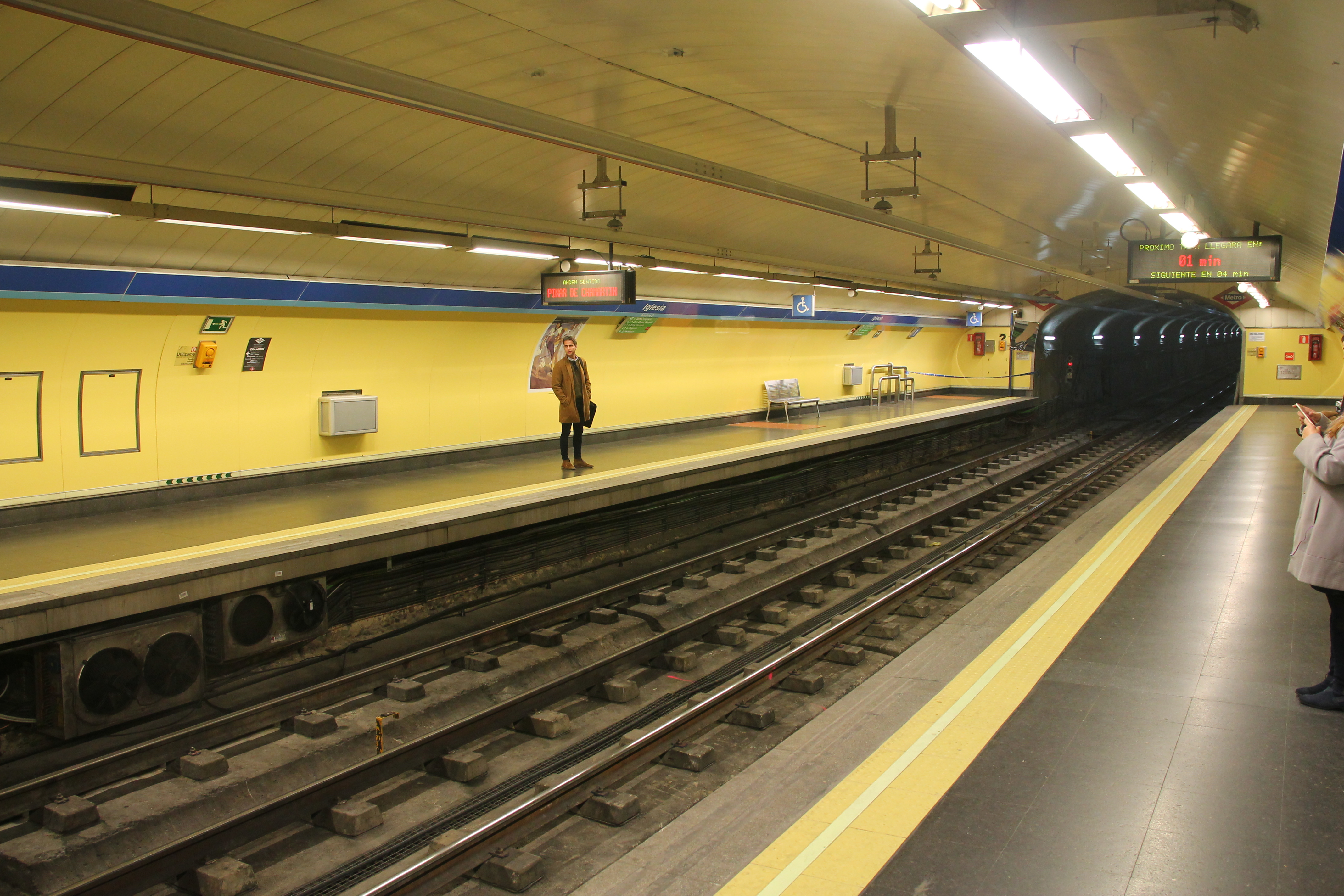
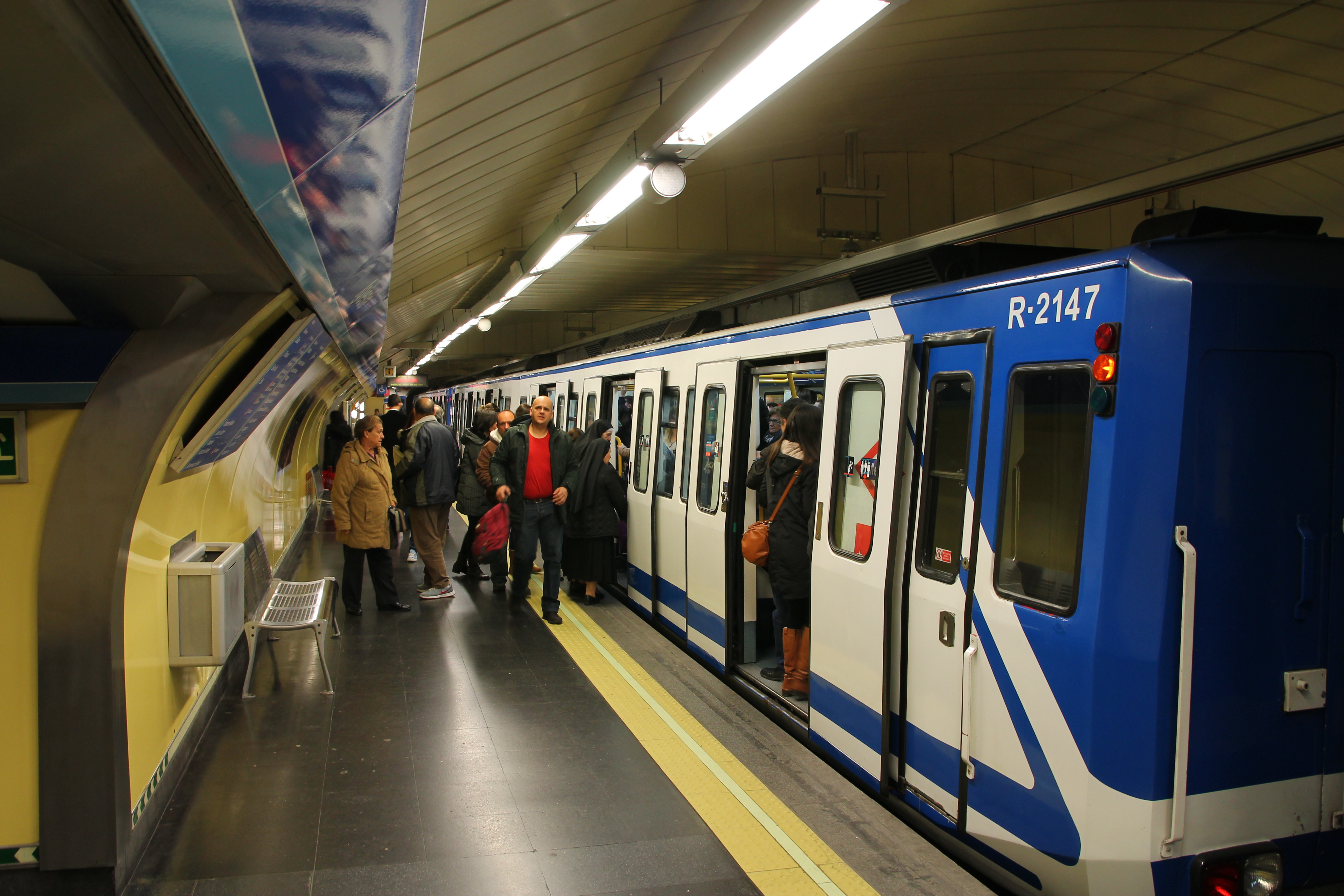

### Intermodalité
À proximité, des arrêts de bus EMT, sont desservis par les lignes : diurne 3, 16, 37, 61 et nocturne N23.

## À proximité
- L'église Sainte-Thérèse et Sainte-Isabelle s'élève au nord-ouest de la glorieta.
- La bibliothèque publique José Luis Sampedro.
- Musée Sorolla